# Gilbert d'Auffay
Gilbert d'Auffay también Gilbert de Saint-Valéry (apodado el Joven, m. 15 de agosto de 1087), fue un caballero normando, señor de Hugleville, Auffay y Saint-Valery-en-Caux. Era hijo de Ricardo de Hugleville, señor de Hugleville y su esposa Ada. Fue uno de los compañeros de Guillermo el Conquistador durante la conquista normanda de Inglaterra, participando en la batalla de Hastings. Las crónicas afirman que era familia de Guillermo en algún grado que hoy se desconoce, y vasallo de los condes de Longueville.
Según Orderico Vital, ayudó al nuevo rey Guillermo I de Inglaterra a pacificar el reino tras la invasión de 1066, pero renunció a feudos ingleses y regresó a Normandía. Gilbert consideraba que disfrutaba legítimamente de una modesta herencia [en Normandía] y se negó a participar en el saqueo.
En 1079 donó la iglesia de Sainte-Marie d'Auffay a la Abadía de Saint-Évroult de la que era benefactor. Como era habitual entre la nobleza normanda, se convirtió en monje de la abadía al final de sus días hasta su muerte.

## Herencia
Se casó con Béatrice de Valenciennes, una hija de Chrétien de Valenciennes. De esa relación se conocen tres hijos:
- Gauthier d'Auffay (c. 1048-?), se casó con Havise de Sauqueville (c. 1050-?), una hija de Herbrand de Sauqueville (c. 1020-1079);
- Hugues d'Auffay, monje en Saint-Evroult;
- Beatriz de Auffay;